# Allemans-du-Dropt

Allemans-du-Dropt este o comună în departamentul Lot-et-Garonne din sud-vestul Franței. În 2009 avea o populație de 477 de locuitori.

## Evoluția populației
| An        | 1975 | 1982 | 1990 | 1999 | 2006 | 2009 |
| --------- | ---- | ---- | ---- | ---- | ---- | ---- |
| Populație | 536  | 455  | 455  | 447  | 457  | 477  |